# Ljubow Denissowa
Ljubow Denissowa (russisch Любовь Денисова, engl. Transkription Lyubov Denisova; * 6. Oktober 1971) ist eine russische Marathonläuferin.
2001 gewann sie den Grandma’s Marathon, wurde Siebte beim Great North Run, siegte beim Long-Beach-Marathon und wurde Vierte beim Hong Kong Marathon. Im Jahr darauf gewann sie den Los-Angeles-Marathon und wurde Zweite beim New-York-City-Marathon. 2003 wurde sie Zweite beim Boston-Marathon und Fünfte in New York City, 2004 Sechste in Boston und Dritte in New York City. 2005 folgte einem weiteren Sieg in Los Angeles ein neunter Platz in New York City, 2006 wurde sie Dritte in Los Angeles und gewann den Honolulu-Marathon.
Am 20. März 2007 wurde sie bei einer Trainingskontrolle positiv auf das anabole Steroid Prostanozol und auf Testosteron getestet und wegen dieses Verstoßes gegen die Dopingbestimmungen für zwei Jahre gesperrt.

## Persönliche Bestzeiten
- Halbmarathon: 1:11:25 h, 16. September 2001, South Shields
- Marathon: 2:25:18 h, 7. November 2004, New York City